# 東武練馬駅
東武練馬駅（とうぶねりまえき）は、東京都板橋区徳丸二丁目にある、東武鉄道東上本線の駅である。駅番号はTJ 08。副駅名は「大東文化大学前」。

## 歴史
- 1931年（昭和6年）12月29日：開業[1]。
- 2005年（平成17年）3月：下りホーム側に設置されているトイレが改修され、ユニバーサルデザインの一環として多機能トイレも設置。同時に、上下ホームと改札の間に車椅子対応の緩やかなスロープも設置。
- 2007年（平成19年）11月：南口改札付近の大幅な改修・改築工事が完了。
  - 駅舎に向かって東側にあったケンタッキーフライドチキンの店舗は撤退し、駅事務所、自動券売機と有人改札通路が新たに設置された。かつての駅舎（駅事務所と切符売り場）、並びに西隣のそば屋（その後和菓子店に改装ののち閉店）のスペースは2階建てのテナントビルに建て替えられ、ベーカリー、ピザ店、ケーキ店、カフェなどが営業していた。
- 2009年（平成21年）3月31日：発車メロディの使用開始。
- 2016年（平成28年）1月27日：副駅名「大東文化大学前」を導入[2][3]。
- 2023年（令和5年）9月1日：大東文化大学創立100周年を記念し高坂駅と同様発車メロディが『大東文化大学校歌』に変更。

### 駅名の由来
当駅が開業した1931年（昭和6年）時点では、駅の北側は北豊島郡赤塚村徳丸、南側は北豊島郡練馬町（大字なし、のちの北町地域）であった。駅南口に面する道路が町村の境目であったため所在地は赤塚村側であったが、東武鉄道が赤塚村の「徳丸」という名に知名度がないという理由と、駅南側を通る旧川越街道の下練馬宿にちなみ、駅名に「練馬」を使うことにした。しかし、すでに武蔵野鉄道（現在の西武池袋線）に練馬駅があったことから「東武練馬」となった。練馬町南部にあった練馬駅とは大きく離れており、「練馬駅」とは略さない。
翌1932年（昭和7年）に当時の東京市の市域拡張に伴い、赤塚村と練馬町は共に東京市板橋区となる。さらに、1947年（昭和22年）に現行の23区に再編された際、旧練馬町側は板橋区から分区され、練馬区とされた。したがって板橋・練馬の区境の板橋区側に駅があることになる。
南口の川越街道（国道254号）沿いにある練馬駐屯地にはかつて東武啓志線の練馬倉庫駅があった。

### 駅ビル「EQUiA東武練馬」
2017年から翌2018年にかけて、2007年に改築されたテナントビル部分の店舗が総入れ替えされ、東武鉄道が運営する駅ビルブランド「EQUiA」（エキア）を冠した「EQUiA東武練馬」としてリニューアルされた。
- 磯のがってん寿司東武練馬店（2017年4月26日開店）
- コメダ珈琲店エキア東武練馬店（2018年2月8日開店）

なお、改装前のテナントは以下の通り。
- ピッツァ・サルヴァトーレ・クオモ（2016年10月31日閉店）
- アンテンドゥ（2016年11月5日閉店）
- フロプレステージュ（2017年1月3日閉店）
- マザーリーフ（2017年9月30日閉店）

## 駅構造
相対式ホーム2面2線を有する地上駅である。
駅舎・改札口は北口・南口・東口の計3か所。上りホーム中央部にある東口はかつて「入口専用臨時改札口」として、平日朝7時30分から8時30分までの入場時のみ利用可能だったが、2022年10月1日より出場含め常時利用可能となった（券売機・ICカードチャージ機は未設置）。
各ホーム間は地下通路により連絡している。

### のりば
| 番線 | 路線   | 方向 | 行先     |
| ---- | ------ | ---- | -------- |
| 1    | 東上線 | 下り | 川越方面 |
| 2    | 東上線 | 上り | 池袋方面 |

## 利用状況
2024年度の1日平均乗降人員は56,181人である。東上線の急行通過駅では最も多い。2006年度から2008年度にかけて3,000人以上増加し、2011年度に急行停車駅である成増駅を上回った。さらに、2013年度および2016年度以降は乗降人員が6万人を超えている。
近年の1日平均乗降・乗車人員の推移は下表の通り。
| 年度               | 1日平均 乗降人員 | 1日平均 乗車人員 | 出典       |
| ------------------ | ---------------- | ---------------- | ---------- |
| 1978年（昭和53年） | 55,366           |                  |            |
| 1990年（平成02年） |                  | 27,416           | [ * 1 ]    |
| 1991年（平成03年） |                  | 27,932           | [ * 2 ]    |
| 1992年（平成04年） |                  | 27,636           | [ * 3 ]    |
| 1993年（平成05年） |                  | 27,545           | [ * 4 ]    |
| 1994年（平成06年） | 55,351           | 27,203           | [ * 5 ]    |
| 1995年（平成07年） |                  | 27,391           | [ * 6 ]    |
| 1996年（平成08年） |                  | 26,803           | [ * 7 ]    |
| 1997年（平成09年） |                  | 26,104           | [ * 8 ]    |
| 1998年（平成10年） | 51,920           | 25,556           | [ * 9 ]    |
| 1999年（平成11年） | 51,741           | 25,481           | [ * 10 ]   |
| 2000年（平成12年） | 54,745           | 27,789           | [ * 11 ]   |
| 2001年（平成13年） | 56,885           | 28,795           | [ * 12 ]   |
| 2002年（平成14年） | 56,767           | 28,713           | [ * 13 ]   |
| 2003年（平成15年） | 56,996           | 28,823           | [ * 14 ]   |
| 2004年（平成16年） | 56,458           | 28,525           | [ * 15 ]   |
| 2005年（平成17年） | 56,295           | 28,430           | [ * 16 ]   |
| 2006年（平成18年） | 55,985           | 28,274           | [ * 17 ]   |
| 2007年（平成19年） | 58,184           | 29,276           | [ * 18 ]   |
| 2008年（平成20年） | 59,233           | 29,776           | [ * 19 ]   |
| 2009年（平成21年） | 58,979           | 29,673           | [ * 20 ]   |
| 2010年（平成22年） | 58,875           | 29,608           | [ * 21 ]   |
| 2011年（平成23年） | 58,264           | 29,200           | [ * 22 ]   |
| 2012年（平成24年） | 59,495           | 29,815           | [ * 23 ]   |
| 2013年（平成25年） | 60,197           | 30,161           | [ * 24 ]   |
| 2014年（平成26年） | 59,102           | 29,581           | [ * 25 ]   |
| 2015年（平成27年） | 59,910           | 29,981           | [ * 26 ]   |
| 2016年（平成28年） | 60,246           | 30,107           | [ * 27 ]   |
| 2017年（平成29年） | 60,646           | 30,296           | [ * 28 ]   |
| 2018年（平成30年） | 61,196           | 30,564           | [ * 29 ]   |
| 2019年（令和元年） | 61,704           | 30,257           | [ * 30 ]   |
| 2020年（令和02年） | 43,823           |                  |            |
| 2021年（令和03年） | 48,065           | 24,041           | [ 東武 3 ] |
| 2022年（令和04年） | 52,134           | 26,065           | [ 東武 4 ] |
| 2023年（令和05年） | 54,406           | 27,176           | [ 東武 5 ] |
| 2024年（令和06年） | 56,181           | 28,049           | [ 東武 1 ] |

## 駅周辺

### 北口
駅の北側には太古において荒川に流れ込んでいた支流の跡であるV字谷が存在し、谷の上下で道路が立体交差する地形である。谷の端は上りホームの真下まで達しているため、上りホームの一部は脚部を伸ばした状態で建てられている。
- イオン板橋ショッピングセンター
- 徳丸スクエア
- 東京都立板橋有徳高等学校
- 大東文化会館（大東文化大学の学外施設）
- 板橋徳丸郵便局
- 板橋徳丸三郵便局

### 南口
東上線沿線では最長となる商店街が、旧川越街道沿いに発達している。

北一商店街
- 練馬北町郵便局
- マツモトキヨシ練馬北一店

きたまち商店街
- 西京信用金庫北町支店

ニュー北町商店街
公的機関
- 練馬区役所第八出張所
- 陸上自衛隊練馬駐屯地
- 光が丘消防署北町出張所
- 国土交通省東京運輸支局練馬自動車検査登録事務所

商業ビル・交通など
- 東武ストアフエンテ練馬店
- トーホープラザビル - ボウリング場のトーホーボール、ドン・キホーテ 練馬店など。
- NTT東日本北町ビル（旧東京第一陸軍造兵廠練馬倉庫）
- 国際興業バス練馬営業所（練馬北町車庫、旧東京第一陸軍造兵廠練馬倉庫）
- ティップネス東武練馬店

史跡、自然
- 田柄川緑道（グリーンベルト）- 桜の名所で、板橋区側は「桜川緑道」と称する。
- 徳川綱吉御殿之碑
- 北町観音堂
- 北町浅間神社と富士塚（練馬のお富士さん）
- 富士街道（ふじ大山道）
- 川越街道・旧川越街道

### 東口
- 安藤広重浮世絵美術館

## バス路線
東武練馬駅停留所（北口）
- 国際興業バス
  - 【東練01】 浮間舟渡駅行き（高島平駅経由）
  - 【東練01-2】 高島平駅行き
  - 【東練05】 浮間舟渡駅行き（西台駅経由）
  - 【東練80】 西台一丁目→東武練馬駅（到着便のみ）

東武練馬駅入口停留所（南口、旧川越街道沿い）
- 国際興業バス
  - 【みどりバス北町ルート】 光が丘駅行き（コミュニティバス）
  - 【みどりバス氷川台ルート】 氷川台駅・練馬駅・光が丘駅経由練馬光が丘病院行き（コミュニティバス）

## 隣の駅
東武鉄道
 東上本線
■TJライナー・■川越特急・■快速急行・■急行・■準急
通過
□普通
上板橋駅 (TJ 07) - 東武練馬駅 (TJ 08) - 下赤塚駅 (TJ 09)

### 利用状況
東京都統計年鑑
1. ↑  東京都統計年鑑（平成2年）
2. ↑  東京都統計年鑑（平成3年）
3. ↑  東京都統計年鑑（平成4年）
4. ↑  東京都統計年鑑（平成5年）
5. ↑  東京都統計年鑑（平成6年）
6. ↑  東京都統計年鑑（平成7年）
7. ↑  東京都統計年鑑（平成8年）
8. ↑  東京都統計年鑑（平成9年）
9. ↑  東京都統計年鑑（平成10年） (PDF)
10. ↑  東京都統計年鑑（平成11年） (PDF)
11. ↑  東京都統計年鑑（平成12年）
12. ↑  東京都統計年鑑（平成13年）
13. ↑  東京都統計年鑑（平成14年）
14. ↑  東京都統計年鑑（平成15年）
15. ↑  東京都統計年鑑（平成16年）
16. ↑  東京都統計年鑑（平成17年）
17. ↑  東京都統計年鑑（平成18年）
18. ↑  東京都統計年鑑（平成19年）
19. ↑  東京都統計年鑑（平成20年）
20. ↑  東京都統計年鑑（平成21年）
21. ↑  東京都統計年鑑（平成22年）
22. ↑  東京都統計年鑑（平成23年）
23. ↑  東京都統計年鑑（平成24年）
24. ↑  東京都統計年鑑（平成25年）
25. ↑  東京都統計年鑑（平成26年）
26. ↑  東京都統計年鑑（平成27年）
27. ↑  東京都統計年鑑（平成28年）
28. ↑  東京都統計年鑑（平成29年）
29. ↑  東京都統計年鑑（平成30年）
30. ↑  東京都統計年鑑（平成31年・令和元年）

東武鉄道の1日平均乗降人員
1. 1 2 3  『駅別乗降人員 2024年度』（PDF）（レポート）東武鉄道、13頁。オリジナルの2025年5月19日時点におけるアーカイブ。2025年5月29日閲覧。
2. ↑  “駅情報（乗降人員）”.   東武鉄道. 2024年7月30日閲覧。
3. ↑  『駅別乗降人員 2021年度』（PDF）（レポート）東武鉄道、2024年、13頁。オリジナルの2024年5月18日時点におけるアーカイブ。
4. ↑  『駅別乗降人員 2022年度』（PDF）（レポート）東武鉄道、2024年、13頁。オリジナルの2024年5月18日時点におけるアーカイブ。
5. ↑  『駅別乗降人員 2023年度』（PDF）（レポート）東武鉄道、2024年、13頁。オリジナルの2024年5月18日時点におけるアーカイブ。